# Veliko Korenovo
Veliko Korenovo es una localidad de Croacia en la ciudad de Bjelovar, condado de Bjelovar-Bilogora.

## Geografía
Se encuentra a una altitud de 114 m s. n. m. a 85 km de la capital nacional, Zagreb.

## Demografía
En el censo 2011, el total de población de la localidad fue de 534 habitantes.
| Gráfica de población de Veliko Korenovo 1857-2011                   |
|                                                                     |
| Según los censos de población de la oficina estadística de Croacia. |